# Ernst Wechselberger
Ernst Wechselberger (Augusta, 26 gennaio 1931 – 16 gennaio 2013) è stato un calciatore e allenatore di calcio svizzero, di ruolo attaccante.

## Palmarès

### Club
- Campionato svizzero: 2

Young Boys:1958-1959, 1959-1960

### Individuale
- Capocannoniere del Campionato svizzero: 1

1957-1958 (22 reti)